# KRBOX1
KRBOX1 (англ. KRAB box domain containing 1) – білок, який кодується однойменним геном, розташованим у людей на 3-й хромосомі. Довжина поліпептидного ланцюга білка становить 128 амінокислот, а молекулярна маса — 14 906.
| 10         |  | 20         |  | 30         |  | 40         |  | 50         |
| ---------- |  | ---------- |  | ---------- |  | ---------- |  | ---------- |
| MMTAVSLTTR |  | PQESVAFEDV |  | AVYFTTKEWA |  | IMVPAERALY |  | RDVMLENYEA |
| VAFVVPPTSK |  | PALVSHLEQG |  | KESCFTQPQG |  | VLSRNDWRAG |  | WIGYLELRRY |
| TYLAKAVLRR |  | IVSKIFRNRQ |  | CWEDRRKA   |  |            |  |            |

A: Аланін

C: Цистеїн

D: Аспарагінова кислота

E: Глутамінова кислота

F: Фенілаланін

G: Гліцин

H: Гістидин

I: Ізолейцин

K: Лізин

L: Лейцин

M: Метіонін

N: Аспарагін

P: Пролін

Q: Глутамін

R: Аргінін

S: Серин

T: Треонін

V: Валін

W: Триптофан

Задіяний у такому біологічному процесі, як альтернативний сплайсинг. 